# ONF
ONF (acrônimo para On and Off, hangul: 온앤오프) é um grupo masculino sul-coreano formado e gerenciado pela WM Entertainment. Estreando, originalmente, como um grupo de sete integrantes, em 3 de agosto de 2017 com o EP On/Off, o grupo é, atualmente, composto por seis membros: Hyojin, E-Tion, J-Us, Wyatt, MK e U. Laun, deixou o grupo em 23 de agosto de 2019, pouco antes do lançamento de Go Live, quarto EP do grupo. Desde sua estreia, ONF lançou cinco extended plays na Coreia do Sul e dois singles no Japão, após sua estreia neste país, em 1 de agosto de 2018. 

## História

### Antes da estréia
Antes de ingressar na WM Entertainment, U foi estagiário na JYP Entertainment e MK foi estagiário na Starship Entertainment. Em 2015, MK participou do programa de sobrevivência No.Mercy da Mnet e Starship Entertainment, mas foi eliminado no episódio 7. Durante a primeira vitrine do grupo, Laun revelou que ele era estagiário na Big Hit Entertainment e treinou com o BTS. Em 25 de maio de 2017, o WM Boys participou do IDOLCON (아이돌) e tocou a música "Original" do seu álbum de estreia.

## Membros

### Presente
| Apelido     | Apelido   | Nome real      | Nome real      | Data de nascimento     | Item                          |
| Romanização | Hangul    | Romanização    | Hangul / Kanji | Data de nascimento     | Item                          |
| ----------- | --------- | -------------- | -------------- | ---------------------- | ----------------------------- |
| Hyojin      | 효진      | Kim Hyo-jin    | 김효진         | 22 de abril de 1994    | líder, vocal                  |
| E-Tion      | 이션      | Lee Chang-yun  | 이창윤         | 24 de dezembro de 1994 | vocal principal               |
| J-Us        | 제이 어스 | Lee Seung-jun  | 이승준         | 13 de janeiro de 1995  | vocais, dança                 |
| Wyatt       | 와이엇    | Shim Jae-young | 심재영         | 23 de janeiro de 1995  | rap, dança                    |
| MK          | 엠케이    | Park Min-kyun  | 박민균         | 16 de novembro de 1995 | vocais, rap                   |
| U           | 유        | Mizuguchi Yūto | 水口 裕 斗     | 16 de março de 1999    | dança, backing vocals, maknae |

### Ex-membro
| Pseudônimo  | Pseudônimo | Nome real    | Nome real | Data de nascimento   | Posição                                      |
| Romanização | Hangul     | Romanização  | Hangul    | Data de nascimento   | Posição                                      |
| ----------- | ---------- | ------------ | --------- | -------------------- | -------------------------------------------- |
| Laun        | 라운       | Kim Min-seok | 김민석    | 12 de agosto de 1999 | dançarino principal, vocal de acompanhamento |

## Discografia

### Mini álbuns
- On/Off (2017)
- You Complete Me (2018)
- We Must Love (2019)
- Go Live (2019)
- Spin Off (2020)

### Single
coreano
- „ON/OFF” (2017)
- „Complete” (kor. 널 만난 순간) (2018)
- „We Must Love” (2019)
- „Why” (2019)
- „New World” (kor. 신새계) (2020)

japonês
- „ON/OFF” (2018)
- „Complete” (2018)